# Urolophus sufflavus
Urolophus sufflavus  (лат.) — вид рода уролофов семейства короткохвостых хвостоколов отряда хвостоколообразных. Является эндемиком умеренных вод юго-восточного побережья Австралии. Встречается на глубине до 300 м. Грудные плавники этих скатов образуют округлый диск, ширина которого примерно равна длине. Дорсальная поверхность диска окрашена в ровный желтоватый цвет. Между ноздрями имеется прямоугольная складка кожи. Тонкий хвост оканчивается листовидным хвостовым плавником, латеральные складки кожи и спинные плавники отсутствуют. В средней части хвостового стебля расположен зазубренный шип. Максимальная зарегистрированная длина 42 см. 
Размножается яйцеживорождением. Не является объектом целевого лова. В качестве прилова попадается при коммерческом промысле. Наблюдается существенное снижение численности популяции.

## Таксономия
Впервые вид был научно описан в 1929 году. Синтипы представляют собой две особи, пойманные в 1915 году донным тралом у берегов Нового Южного Уэльса (34°00′ ю. ш. 151°00′ в. д.) на глубине 91—128 м. Видовой эпитет происходит от слова лат. sufflavus — «желтоватый». Эти скаты близкородственны полосатым уролофам и могут образовывать с данным видом гибриды. Помимо морфологического сходства они могут образовывать гибриды, проведённое в 2007 году исследование 388 рыб выявило, что лишь эти два вида нельзя отличить по генетической последовательности цитохрома C, что свидетельствует о тесной эволюционной связи

## Ареал
Urolophus sufflavus обитают у юго-восточного побережья Австралии в водах Нового Южного Уэльса от Грин Кейп до Квинсленда. Эти донные рыбы встречаются в умеренных водах на внешнем крае континентального шельфа глубине от 45 до 300 м, чаще всего между 100 и 160 м.

## Описание
Широкие грудные плавники этих скатов сливаются с головой и образуют округлый диск, ширина которого примерно равна длине. Передний край диска почти прямой, заострённое мясистое рыло образует тупой угол. Позади глаз расположены брызгальца в виде запятых. Между ноздрями пролегает кожный лоскут с мелкобахромчатой нижней кромкой, не образующий по краям лопастей. На вентральной стороне диска расположено 5 пар жаберных щелей. Небольшие брюшные плавники закруглены
Длина короткого хвоста составляет 64—76 % от длины диска. Латеральные складки кожи на хвостовом стебле и спинные плавники отсутствуют.  Хвост сужается и переходит в низкий листовидный хвостовой плавник. На дорсальной поверхности хвоста в центральной части расположен зазубренный шип. Кожа лишена чешуи. Максимальная зарегистрированная длина 42 см. Окраска желтоватого цвета.

## Биология
Подобно прочим хвостоколообразным Urolophus sufflavus размножаются яйцеживорождением. Самцы достигают половой зрелости при длине 23 см. Южная часть ареала этих скатов пересекается с ареалом полосатых уролофов, с которыми они образуют гибриды, что не характерно для хрящевых рыб.  

## Взаимодействие с человеком
Эти скаты не являются объектом целевого лов. В качестве прилова попадаются при коммерческом промысле оттер-тралами и жаберными сетями. Пойманных рыб обычно выбрасывают за борт, процент выживаемости у них, вероятно, низкий. При поимке беременные самки имеют тенденцию абортировать. За период с 1966—67 по 1996—1997 количество пойманных хвостоколов в водах Нового Южного Уэльса сократилось на 65 %, а у берегов Сиднея на 45 %. Учитывая эти факты, Международный союз охраны природы присвоил этому виду статус сохранности «Уязвимый». 